# Великий камерарий Франции
Великий камерарий Франции (фр. grand chambrier de France) — один из высших чинов короны Франции в XI — XVI веках.
Должность камерария возникла во времена Меровингов, и при первых Капетингах её обладатель исполнял те же обязанности — хранителя королевской сокровищницы (Trésor du roi) и архива. При Генрихе I и в начале правления Филиппа I это был высший среди придворных чинов, но по мере укрепления королевской власти его значение падало. С 1070 в королевских актах подпись камерария стоит на втором месте после сенешаля, при Людовике VI камерарий занимал третье место, а затем опустился на четвертое.
При Генрихе I камерарий Рауль представлен в документах как командующий королевской армией (Radulphus camerarius, princeps exercitus Francorum). В дальнейшем эта обязанность перешла к сенешалю.
В правление Генриха и первые годы Филиппа  I должность камерария занимали представители пуатевинского рода дю Пюи. Породнившийся с ними Галеран де Санлис занимал пост в течение почти всего правления Филиппа и был весьма влиятельным лицом при дворе. Его сын Ги де Санлис унаследовал должность отца, и сохранял её до 1122, когда камерарием стал представитель графского рода де Даммартен. В конце правления Людовика VI должность вернулась к роду дю Пюи, но уже в начале правления Людовика VII перешла к графам де Бомон-сюр-Уаз, которые с перерывом сохраняли её до 1208.
При Филиппе IV обязанности камерария перешли к счетной палате и сюринтенданту финансов, и должность превратилась в почетный титул «великого камерария Франции», который был упразднен в 1545.

## Камерарии и великие камерарии Франции
- до 1060 — Рено дю Пюи
- 1060 — 1106 — Галеран де Санлис
- 1106 — 1122 — Ги де Санлис
- с 1122 — Обри I де Даммартен
- до 1138 — Гуго дю Пюи
- 1138 — 1155 — Матье I де Бомон
- 1155 — 1175 — Матье II де Бомон
- 1175 — 1178 — Рено
- 1178 — 1180 — Адам I де Бомон-Гатине
- 1180 — 1208 — Матье III де Бомон
- 1208 — 1237 — Бартелеми де Руа
- 1240 — 1248 — Жан де Нантёй
- 1248 — 1256 — Жан I де Бомон-Гатине
- 1260 — 1270 — Альфонс де Бриенн
- 1270 — 1277 — Эрар де Валери
- 1277 — 1306 — Роберт II Бургундский
- 1306 — 1309 — Жан II де Дрё
- 1312 — 1342 — Луи I де Бурбон
- 1342 — 1356 — Пьер I де Бурбон
- 1356 — 1410 — Луи II де Бурбон
- 1410 — 1415 — Филипп Бургундский, граф Неверский
- 1415 — 1434 — Жан I де Бурбон
- 1415 — 1418 — Жан III де Шалон-Арле, принц Оранский (от партии бургиньонов)
- 1419 — 1439 — Гийом де Шатовилен (от партии бургиньонов)
- 1434 — 1456 — Шарль I де Бурбон
- 1434 — 1455 — Ральф де Кромвель, лорд главный казначей Англии (назначен Генрихом VI)
- 1456 — 1488 — Жан II де Бурбон
- 1488 — 1503 — Пьер II де Бурбон
- 1503 — 1527 — Шарль III де Бурбон
- 1527 — 1536 — Генрих Орлеанский
- 1535 — 1545 — Шарль II Орлеанский

После смерти последнего король Франциск I в октябре 1545 упразднил должность.